# Eicke Weber

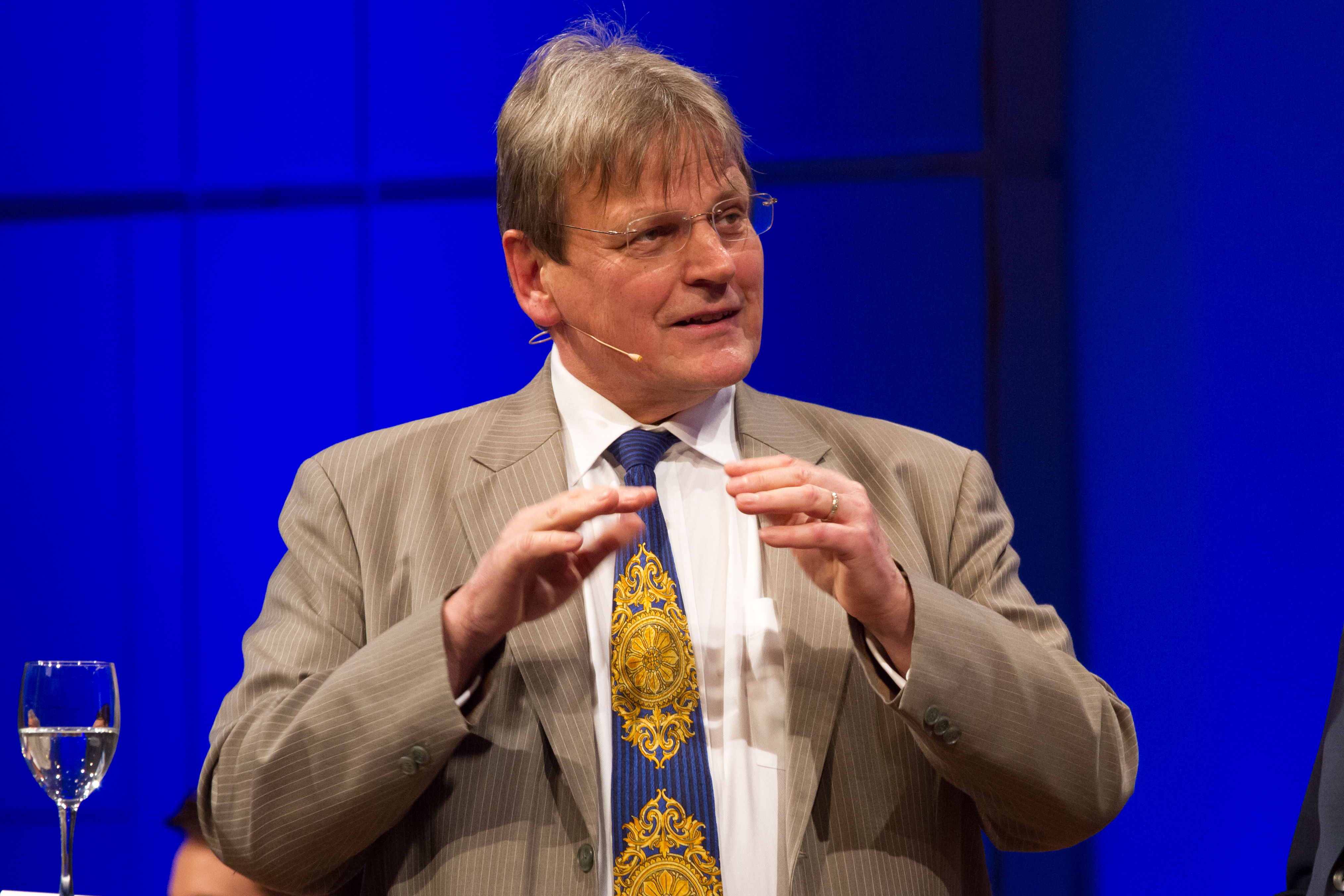
Eicke Weber 2015

Eicke Richard Weber (* 28. Oktober 1949 in Münnerstadt) ist ein deutscher Physiker.

## Leben

### Wissenschaftliche Tätigkeit
Weber wuchs ab 1955 in Köln auf, wo er auch das Abitur ablegte. Er studierte ab 1967 Mathematik und Physik an der Universität zu Köln. Nach dem Diplom 1972 übernahm er eine Assistentenstelle an der RWTH Aachen und promovierte 1976 in Physik mit dem Thema Point Defects in Deformed Silicon. Seine Habilitation folgte 1983 mit dem Thema Transition Metals in Silicon. Weber war ab 1983 für 23 Jahre Professor an der University of California, Berkeley, bis er einem Ruf der Fraunhofer-Gesellschaft folgte. Er verbrachte je ein Forschungssemester als Visiting Professor an der Tohoku University in Sendai sowie der Kyoto University in Japan. Von Juli 2006 bis Dezember 2016 war er Leiter des Fraunhofer-Institutes für Solare Energiesysteme (ISE). Neben seiner Position als Direktor des ISE war er Inhaber des Lehrstuhls für Physik/Solarenergie der Universität Freiburg. Von 2012 bis 2016 war er außerdem Geschäftsführender Direktor des Zentrums für Erneuerbare Energien der Universität Freiburg. Anschließend arbeitete er von Januar 2017 bis Mai 2018 als Leiter der Berkeley Education Alliance for Research in Singapore (BEARS).
2002 gründete Weber mit Kollegen die German Scholars Organization (GSO), deren Präsident er lange Zeit war. Im Jahr 2006 war er Mitgründer des Photovoltaik-Startups CaliSolar (heute Teil von Silicor Materials). Im Jahr 2013 gründete er mit Kollegen den Bundesverband Energiespeicher (BVES), bis 2016 war er BVES-Präsident. Weber ist Unterstützer des Holocene Project und Mitglied der Global 100 RE Strategy Group.
Sein h-Index lag im Januar 2025 bei 81.

### Politik
2016 kandidierte er erfolglos für die FDP bei den Landtagswahlen in Baden-Württemberg im Wahlkreis Freiburg II. Im Jahr 2019 wurde er zum Vorsitzenden des European Solar Manufacturing Council (ESMC), eines Interessenverbandes von Unternehmen und Forschungseinrichtungen für die Produktion von Photovoltaik-Systemen in der Europäischen Union gewählt. Als solcher hält er die vollständige Versorgung Deutschlands durch Ökostrom bis 2030 für plausibel, sofern entsprechende Maßnahmen getroffen werden.

## Ämter
- 2003–2019 Präsident der German Scholars Organization.[14]
- 2007–2010 Mitglied des Meyer-Burger Verwaltungsrates, ab 2010 des Technologiebeirats[15][16]
- 2011–2013: Mitglied des Q-Cells-Aufsichtsrats
- 2013–2016: Präsident des Bundesverbandes Energiespeicher (BVES),[5] seither Ehrenpräsident[17]
- 2013–2016: Geschäftsführender Direktor des Zentrums für Erneuerbare Energien der Universität Freiburg
- 2017–2018 Vorsitzender des Board of Directors der Nexwafe GmbH[18]
- seit 2019: Ko-Präsident des European Solar Manufacturing Council (ESMC)[12]
- seit 2021: Mitglied des Africa-GreenTec-Aufsichtsrats[19]

## Ehrungen
- 1994: Humboldt-Forschungspreis
- 2001: Fellow der American Physical Society
- 2006: Bundesverdienstkreuz am Bande[20]
- 2009: Ehrenmitglied des Joffe-Instituts (PTI) an der Russischen Akademie der Wissenschaften, St. Petersburg
- 2009: Electronics and Photonics Division Award der Electrochemical Society (ECS)[21]
- 2010: Mitglied der Deutschen Akademie der Technikwissenschaften (ACATECH)[22]
- 2013: Einstein Award der Solar World[23]
- 2014: Fraunhofer-Medaille[24]
- 2015: Walter-Scheel-Preis[25]
- 2016: Rudolf-Jaeckel-Preis der Deutschen Vakuumgesellschaft[26]
- 2019: SOLAR FUTURE.TODAY Visionary Influencer Award für sein Lebenswerk[27]

## Schriften (Auswahl)
- (Hrsg.) PV rollout. Boston, USA, February 10th/11th, 2011. European American Solar Deployment Conference. OTTI, Regensburg 2011, ISBN 978-3-941785-52-6.
- Punktfehler in verformtem Silizium. Köln, Univ., Math.-Naturwiss. Fak., Diss., 1976.

Aufsätze
- mit S. Glunz, H.M. Henning, A. Palzer, R. Schindler: Low-cost Harvesting of Solar Energy. The Future of Global Photovoltaics, in: G. Eisenstein, D. Bimberg (Hrsg.): Green Photonics and Electronics, Springer International, Heidelberg 2018, S. 215–262.
- mit N. M. Haegel, R. Margolis, T. Buonassisi, D. Feldman, A. Froitzheim, R. Garabedian, M. Green, S. Glunz, H.M. Henning, B. Holder, I. Kaizuka, B. Kroposki, K. Matsubara, S. Niki, K. Sakurai, R.A. Schindler, W. Tumas, G. Wilson, M. Woodhouse, S. Kurtz: Terawatt-scale Photovoltaics. Trajectories and Challenges, in: Science 356, 141 (2017).
- mit T. Buonassisi, A.A. Istratov, M.A. Marcus, B. Lai, Z. Cai, S.M. Heald: Engineering metal-impurity nanodefects for low-cost solar cells, in: Nature Materials 4, 676 (2005).
- Understanding Defects in Semiconductors as Key to Advancing Device Technology, in: Physica B340-342, 1 (2003) (Plenary opening talk of ICDS-22).
- mit M.H. Huang, S. Mao, H. Feick, H. Yan, Y. Wu, H. Kind, R. Russo, P.D. Yang: Room-Temperature Ultraviolet Nanowire Nanolasers, in: Science 292, 1897 (2001).
- mit M.H. Huang, Y. Wu, H. Feick, N. Tran, P. Yang: Catalytic Growth of Zinc Oxide Nanowires by Vapor Transport, in: Adv. Mater. 13, 113 (2001).
- mit C. Flink, H. Feick, S.A. McHugo, W. Seifert, H. Hieslmair, T. Heiser, A.A. Istratov: Out-Diffusion and Precipitation of Copper in Silicon. An Electrostatic Model, in: Phys. Rev. Lett. 85, 4900 (2000).
- mit A.A. Istratov, C. Flink, H. Hieslmair, T. Heiser: Intrinsic Diffusion Coefficient of Interstitial Copper in Silicon, in: Phys. Rev. Lett. 81, 1243 (1998).
- mit J.F. Zheng, X. Liu, N. Newman, D.F. Ogletree, M. Salmeron: Scanning Tunneling Microscopy Studies of Si Donors in GaAs, in: Phys. Rev. Lett. 72, 1490 (1994).
- mit D. Gilles, S. Hahn: Mechanism of Internal Gettering of Interstitial Impurities in Czochralski-Grown Silicon, in: Phys. Rev. Lett. 64, 196 (1990).
- mit K.S. Jones, S. Prussin: A Systematic Analysis of Defects in Ion Implanted Silicon, in: Appl. Phys. A 45, 1 (1988).
- mit W.E. Spicer, Z. Liliental-Weber, N. Newman, T. Kendelewicz, R. Cao, C. McCants, P.H. Mahowald, K. Miyano, I. Lindau: The Advanced Unified Defect Model for Schottky Barrier Formation, in: J. Vac. Sci. Techn. B 6, 1245 (1988).
- mit K. Khachaturyan, P. Tejedor, A.M. Stacey, A.M. Portis: Microwave Observation of Magnetic Field Penetration of high-Tc Superconducting Oxides, in: Phys. Rev. B 36, 8309 (1987).
- Transition Metals in Silicon, in: Appl. Phys. A 30, 1 (1983).
- mit H. Ennen, U. Kaufmann, J. Windscheif, J. Schneider, T. Wosinski: Identification of AsGa Antisites in Plastically Deformed GaAs, in: J. Appl. Phys. 53, 6140 (1982).